# Odprto prvenstvo ZDA (tenis)
Odprto prvenstvo ZDA (OP ZDA) je eden izmed štirih teniških turnirjev za grand slam. Poteka v avgustu in septembru v New Yorku. Pravila se nekoliko razlikujejo od drugih treh turnirjev za grand slam, namreč tu se podaljšana igra (angl. tie break) igra tudi v petem nizu pri moških oziroma tretjem pri ženskah. Leta 2006 je kot prvi turnir za grand slam uporabil možnost ponovljenega posnetka z uporabo tako imenovanega Hawk-Eye, ki ga lahko zahteva teniški igralec, če se ne strinja s sodnikovo odločitvijo. Vsak igralec lahko ponovni posnetek zahteva dvakrat, če pa se igra podaljšana igra, pa dobi še dodatno možnost, s tem da se za porabljene štejejo le neupravičene zahteve po posnetku.